# Rugathodes nigrolimbatus
Rugathodes nigrolimbatus är en spindelart som först beskrevs av Takeo Yaginuma 1972.  Rugathodes nigrolimbatus ingår i släktet Rugathodes och familjen klotspindlar. Inga underarter finns listade i Catalogue of Life.